# Coregonus kiyi
Coregonus kiyi es una especie de pez de la familia Salmonidae en el orden de los Salmoniformes.

## Morfología
Los machos pueden llegar alcanzar los 35 cm de largo total.
- Número de  vértebras: 55-58.[1][2]

## Hábitat
Vive en las aguas abiertas de lojo iopooys lagos.k mi

## Distribución geográfica
Se encuentra en Norteamérica: Grandes Lagos de América del Norte, (salvo lago Erie ).

## Longevidad
Vive hasta los 10 años.